# Vridilo je
Vridilo je dvadeseti je studijski album hrvatskog glazbenika Olivera Dragojevića, koji 2005. godine objavljuje diskografska kuća Aquarius Records.

## Popis pjesama
| Br. | Skladba                     | Autor                       | Trajanje |
| --- | --------------------------- | --------------------------- | -------- |
| 1.  | »Vridilo je«                | Lea Dekleva                 |          |
| 2.  | »Sa dva zrna lažnog srebra« | Zlatan Stipišić Gibonni     |          |
| 3.  | »Ako voliš me«              | Hari Rončević               |          |
| 4.  | »Nevera«                    | Lea Dekleva                 |          |
| 5.  | »Duša za nju«               | Lea Dekleva                 |          |
| 6.  | »Nigdje nema te«            | Dejan Božović, Milan Perić  |          |
| 7.  | »Nestajem«                  | Lea Dekleva                 |          |
| 8.  | »Od grija do kajanja«       | Dado Pastuović              |          |
| 9.  | »Kad u te nestane mi vire«  | Ana Stanić, Denis Batinović |          |
| 10. | »Više mi nije važno«        | Lea Dekleva                 |          |

## Izvođači
- Oliver Dragojević - vokal, piano, električni piano, klavijature, udaraljke, prateći vokali
- Ante Gelo - akustična gitara, gitara
- Henry Radanović - bas-gitara
- Damir Šomen (skladbe: 2, 4), Kamenko Tulić (skladbe: 1, 3, 5, 7, 9, 10), Marko Matošević (skladba: 6) - bubnjevi
- Matija Dedić (skladba: 9) - piano
- Alan Bjelinski - piano
- David Stefanutti (skladbe: 2, 4, 5, 7, 9), Petar Kovačić (skladbe: 2, 4, 5, 7, 9), Tetyana Sklyarenko (skladbe: 2, 4, 5, 7, 9) - violončelo
- Aned Sngryan (skladbe: 2, 4, 5, 7, 9), Jasminka Koren (skladbe: 2, 4, 5, 7, 9), Pavle Nikolić (skladbe: 2, 4, 5, 7, 9), Valeriya Vashcenko (skladbe: 2, 4, 5, 7, 9) - viola
- Dražen Bogdanović (skladbe: 1, 5) - saksofon
- Danijela Maras - Mendiković (skladbe: 2, 4, 5, 7, 9), Krunoslav Peljhan (skladbe: 2, 4, 5, 7, 9), Romeo Drucker (skladbe: 2, 4, 5, 7, 9), Svetlana Sušanj (skladbe: 2, 4, 5, 7, 9), Tea Grubišić (skladbe: 2, 4, 5, 7, 9), Vladislava Penavić (skladbe: 2, 4, 5, 7, 9) - prva violina
- Edi Mendiković (skladbe: 2, 4, 5, 7, 9), Eduard Kraljić (skladbe: 2, 4, 5, 7, 9), Nataša Veljak (skladbe: 2, 4, 5, 7, 9), Renata Cepanec - Marjanović (skladbe: 2, 4, 5, 7, 9), Sebastian Mavrić (skladbe: 2, 4, 5, 7, 9), Vesna Kolacio (skladbe: 2, 4, 5, 7, 9) - druga violina
- Jadranka Krištof - prateći vokali

### Produkcija
- Producent, izvršni producent - Oliver Dragojević
- Producent, programer - Ante Gelo, Alan Bjelinski
- Aranžer - Alan Bjelinski  (skladbe: 2 do 10), Ante Gelo  (skladbe: 2 do 10), Oliver Dragojević  (skladbe: 2 do 10), Remi Kazinoti  (skladba: 1)
- Snimatelj - Miro Vidović
- Dizajn - Dubravka Zglavnik Horvat

## Vanjske poveznice
- Discogs - Recenzija albuma